# Николаев, Игорь Валерьевич
Игорь Валерьевич Николаев (27 апреля 1978, Москва, СССР) — российский футболист, игрок в мини-футбол. Более всего известен выступлениями за норильский клуб «Норильский никель». Выступал за сборную России по мини-футболу.

## Биография
Воспитанник СДЮШОР ЦСКА. В 1996—2000 годах играл за московский ЦСКА вначале в Первой лиге, а затем пробился с ним в Высшую лигу. В 2000 году перешёл в «Норильский никель» и вскоре стал одним из лидеров команды. В сезоне 2001/02 помог норильчанам стать чемпионами России. В следующем сезоне вместе с клубом дебютировал в Кубке УЕФА по мини-футболу, забил там два мяча. В 2008 году перешёл в русский «Спартак», вскоре прекративший существование.
С 2010 года играет в футзальном клубе «ВРЗ» (Гомель).
Николаев сыграл 8 матчей и забил 4 мяча за сборную России по мини-футболу. Также он ездил с ней на чемпионат Европы 2003 года.

## Достижения
- Чемпион России по мини-футболу 2001/02